# 口 (金融)
口是金融市場的專有名詞，為計算股票、外匯或期貨合約的單位。
在香港，期貨單位稱作「張」，股票則為「手」。在台灣，期貨單位稱為「口」，股票則為「張」或「單位」。

## 美國
在美國證券市場，一個lot通常指：
- 股票：100單位
- 股票期權：100單位
- 債券：100萬元，但有時候指10萬元
- 期貨：1張期貨合約定明的數量
- 期貨期權：1張期貨合約定明的數量
- 外匯：10萬元

債券報價以$100面額（par value）表示。若一手債券價值10萬美元，即是包含1000單位。另一方面，交易所也用「手」作為大宗交易的買賣單位。例如，交易所可定義某期貨的5000份合約是一手。

### 術語
- round lot: 交易是一手的整數倍數，如200單位股票
- odd lot: 交易少於一手，如50單位股票
- mix lot: 交易大於一手，但不是其整數倍數

## 香港
- 恆生指數期貨：恆生指數每指數點50港元。
- 小型恆生指數期貨：恆生指數每指數點10港元，即是「小期」是「大期」的五分之一。
- Ｈ股指數期貨：恒生中國企業指數（國企指數）每指數點50港元。
- 小型Ｈ股指數期貨：國企指數每指數點10港元。
- 外匯孖展：日圓通常每手 ¥2,500,000。
- 股市：每間上市公司有不同股數，例如：滙豐控股（00005.HK）每手400股，騰訊控股（00700.HK）每手100股。

## 臺灣
為期貨和選擇權計算期貨合約單位的專有名詞。期貨合約稱為「部位」（Position），而部位的單位稱為「口」。
契約乘數係指股價指數期貨1點的價值；從契約乘數的大小即可計算出來1口的契約價值。1口股價指數期貨契約價值＝股價指數期貨點數×契約乘數）；而契約乘數為一定的貨幣金額，須視該指數期貨合約內容而定，以臺灣期貨交易所的期貨商品為例：
- 臺指期貨（TX）：1口契約價值為臺股期貨指數乘以新臺幣200元。
- 小型臺指期貨（MTX）：1口契約價值為小型臺指期貨指數乘以新臺幣50元。
- 臺指選擇權（TXO）：1口契約價值（契約乘數）為指數每點新臺幣50元。

此外，個股股票期貨1口為表彰2000股標的證券（但依規定為契約調整者，不在此限），相當於2張股票（1張為1000股）。一般沒有所謂契約乘數。
註：股票整股單位為「張」或「單位」，每張為1000股，於盤中競價或盤後定價交易。不足1000股則稱零股，於盤後交易。2020年10月26日起，亦可於盤中交易，未成交單不保留至盤後，原盤後零股交易仍舊維持，彼此獨立運作。

## 註解
1. ↑  CORY MITCHELL. . investopedia.   [2024-05-10]. （原始内容存档于2024-05-10）.
2. ↑  因字形簡單，不了解金融期貨者，易不察以為是「缺字方格（□）」（□，也被戲稱為tofu）之類的特殊符號。

## 內部連結
- 倉位
- 平倉
- 未平倉
- 轉倉

## 外部連結
- 名詞解釋：口 （页面存档备份，存于）
- 名詞解釋：部位
- 臺股期貨（页面存档备份，存于）
- 臺指選擇權（页面存档备份，存于）